# هیدومی یاماموتو
هیدومی یاماموتو (انگلیسی: Hideomi Yamamoto؛ زادهٔ ۲۶ ژوئن ۱۹۸۰) بازیکن فوتبال اهل ژاپن است.
از باشگاه‌هایی که در آن بازی کرده‌است می‌توان به باشگاه فوتبال جف یونایتد ایچیهارا چیبا اشاره کرد.